# Lotherton cum Aberford
 (mars 2023).
Lotherton cum Aberford est une paroisse civile du Yorkshire de l'Ouest, en Angleterre.